# Absturz einer B-36 in British Columbia 1950
Beim Absturz einer B-36 in British Columbia am 13. Februar 1950 kamen fünf Besatzungsmitglieder um. Ferner ging eine Atombombe verloren.
Am 13. Februar 1950 startete ein Langstreckenbomber des Typs Convair B-36 der U.S. Air Force zu einem Übungsflug von der Eielson Air Force Base in Alaska, USA. Ziel war die Naval Air Station Joint Reserve Base Fort Worth. Drei der sechs Motoren fingen Feuer. Die Besatzung löste die an Bord befindliche, nicht mit einem Kern versehene Atombombe vom Typ Mark 4 ab; sie detonierte konventionell in der Luft. Die Besatzung sprang aus dem manövrierunfähigen Flugzeug ab und schickte es auf einen Kurs auf das offene Meer. Von den 17 Besatzungsmitgliedern überlebten 12. Die B-36 selbst prallte gegen den Mount Kologet in British Columbia. Vorgesehenes Ziel war ein Militärflugplatz in Fort Worth in Texas gewesen, mit dem Auftrag, auf dem Weg dahin einen Atombombenangriff auf San Francisco zu simulieren.
Im Jahr 1953 wurde das Wrack des Bombers in der kanadischen Wildnis wieder gesichtet und im August 1954 von einem Trupp der US-Luftwaffe aufgesucht, der sensible Komponenten barg und das Wrack anschließend sprengte.